# Sidymella sigillata
Sidymella sigillata är en spindelart som först beskrevs av Cândido Firmino de Mello-Leitão 1941. 
Sidymella sigillata ingår i släktet Sidymella och familjen krabbspindlar. Artens utbredningsområde är Uruguay. Inga underarter finns listade i Catalogue of Life.